# Gliese 581 c
Gliese 581 c o Gl 581 c és un planeta extrasolar que gira al voltant de la nana roja Gliese 581. Amb una massa de com a mínim 5,36 vegades la de la Terra, es classifica com una superterra, una categoria que inclou planetes amb una massa de menys de deu vegades la de la Terra. Si la massa del planeta és pròxima al límit més baix determinat per mesures de velocitat radial (es desconeix la massa real), era el planeta extrasolar més petit conegut, però el 21 d'abril del 2009 es va descobrir un altre planeta que orbitava Gliese 581, Gliese 581 e, amb una massa d'aproximadament 1,9 masses terrestres.
Inicialment, Gliese 581 c va generar interès perquè es va informar que era el primer planeta semblant a la Terra que estava a la zona habitable de la seva estrella, amb una temperatura adequada per aigua líquida a la superfície, i que, per tant, podia tenir formes de vida extremòfiles semblants a les de la Terra. Tanmateix, recerques posteriors sobre atmosferes van posar en dubte l'habitabilitat de Gliese 581 c i van indicar que el quart planeta del sistema, Gliese 581 d, té més possibilitats d'habitabilitat. En termes astronòmics, el sistema de Gliese 581 és relativament proper a la Terra, a 20,3 anys llum (192 bilions de km). Aquesta distància, juntament amb la declinació i l'ascensió recta, dona la posició exacta a la nostra galàxia. S'identifica com a Gliese 581 pel seu número al Catàleg Gliese d'Estrelles Properes; és el 87è sistema estel·lar conegut més proper al Sol.

## Descobriment
El descobriment del planeta per l'equip de Stéphane Udry, de l'observatori de la universitat de Ginebra a Suïssa va ser anunciat el 24 d'abril del 2007. L'equip va utilitzar l'instrument HARPS (un espectrògraf d'Echelle) de l'Observatori Europeu Austral de 3,6 m a La Silla a l'estat de Xile, i va utilitzar la tècnica de velocitat radial per identificar la influència del planeta a l'estrella. El telescopi espacial canadenc MOST es va emprar per fer un seguiment del planeta durant les sis setmanes següents. No es va detectar cap trànsit durant aquest temps, per tant, no es va poder mesurar directament; tanmateix, la magnitud aparent de l'estrella va canviar una mica, cosa que significa que dona una font d'energia estable a Gliese 581 c.
L'equip va publicar un article sobre els seus descobriments el 27 d'abril del 2007, a la revista Astronomy and Astrophysics. A l'article també van anunciar el descobriment d'un altre planeta del sistema, Gliese 581 d, amb una massa mínima de 7,7 masses terrestres i un semieix major de 0,25 unitats astronòmiques.

## Habitabilitat i clima
L'estudi de Gliese 581 c per l'equip de von Bloh ha conclòs que «la superterra Gl 581 c està clarament fora de la zona habitable, perquè està massa a prop de l'estrella.» L'estudi de Selsis et al. també diu que «un planeta a la zona habitable no és necessàriament habitable». Les especulacions de temperatura dels científics es basen en la temperatura (i l'escalfor) de l'estrella Gliese 581 i s'han calculat sense tenir en compte el gran marge d'error (96 °C/K) de la temperatura de l'estrella de 3 432 K a 3 528 K.

### Temperatures efectives
Utilitzant la lluminositat estel·lar de Gliese 581 de 0,013 vegades la del nostre Sol, és possible calcular la temperatura efectiva de Gliese 581 c, també coneguda com a temperatura de cos negre (probablement aquesta temperatura és diferent de la de la superfície). D'acord amb l'equip d'Udry, la temperatura efectiva de Gliese 581 c, assumint una albedo (reflectivitat) com la de Venus (0,64), seria de -3 °C, i assumint una albedo similar a la de la Terra (0,296), llavors seria de 40 °C, un límit de temperatures que en què l'aigua seria líquida a una atmosfera de pressió. Tanmateix, la temperatura efectiva i la temperatura de la superfície poden ser molt diferents a causa de l'efecte hivernacle de l'atmosfera: per exemple, Venus té una temperatura efectiva de 34,25 °C, però una temperatura superficial de 463,85 °C (principalment degut a una atmosfera formada en un 96,5 % per diòxid de carboni), una diferència d'uns 430 °C. Estudis de l'habitabilitat (per exemple, aigua líquida per formes extremòfiles de vida) conclouen que Gliese 581 c té molt probablement un efecte hivernacle descontrolat similar al de Venus; per això, és gairebé impossible que sigui habitable. Això no obstant, aquest efecte hivernacle descontrolat podria ser reduït amb la presència de suficients núvols reflectors a la part de dia del planeta. Altrament, si la superfície estigués coberta de gel, tindria una albedo alta i, per tant, podria reflectir tanta llum solar cap a l'espai que faria el planeta massa fred per ser habitable, encara que es creu que aquesta situació seria molt inestable excepte per albedos molt altes, superiors a 0,95 (és a dir, gel): si es desprengués molt diòxid de carboni per activitat volcànica, o si hi hagués molt vapor d'aigua a causa de l'escalfament en el punt subestel·lar es desencadenaria un efecte hivernacle descontrolat.

### Aigua líquida
Molt probablement Gliese 581 c està fora de la zona habitable. No hi ha proves directes sobre la presència d'aigua, però probablement no està en estat líquid. Al futur, es podrien utilitzar tècniques com les que es van utilitzar al planeta extrasolar HD 209458 b per determinar la presència de vapor d'aigua a l'atmosfera del planeta, però només en l'estrany cas que el planeta transiti la seva estrella, cosa de la qual no se'n té constància que faci Gliese 581 c.